# Slovenia la Concursul Muzical Eurovision 2010
Slovenia a folosit ca metodă de selecționare a propriului reprezentant la Concursul Muzical Eurovision 2010, festivalul EMA.Pe data de 20 februarie s-a organizat o semi finală din care s-au calificat 7 concurenți care mai apoi s-au alăturat joker-ilor din finală. Câștigători au fost Ansambel Roka Žlindre & Kalamari cu piesa "Narodnozabavni rock".

## Semi-finala
| #  | Artist                           | Cântec                | Textier (l) / Compozitor (m)                        | Televoting | Locul |
| -- | -------------------------------- | --------------------- | --------------------------------------------------- | ---------- | ----- |
| 1  | Sara Kobold                      | "Od tod do večnosti"  | Martin Štibernik (m & l)                            | 549        | 8     |
| 2  | Brigita Šuler                    | "Para me"             | Miha Hercog (m), Saša Lendero (l)                   | 618        | 7     |
| 3  | Nina Pušlar                      | "Dež"                 | Martin Štibernik (m & l), Dejan Radičevič (m & l)   | 966        | 4     |
| 4  | Langa                            | "Roko mi daj"         | Miha Hercog (m), Mišo Kontrec (m), Saša Lendero (l) | 2,034      | 2     |
| 5  | Saša Zamernik                    | "Živim za zdaj"       | Raay (m), Dantaya (l)                               | 454        | 11    |
| 6  | Ylenia Zobec                     | "Priznam"             | Tadej Mihelič (m), Ylenia Zobec (l)                 | 477        | 10    |
| 7  | Vaso & D Plejbeks                | "Gremo na EMO"        | Tadej Vasle (m & l)                                 | 208        | 13    |
| 8  | Martina Šraj                     | "Dovolj ljubezni"     | Simon Skalar (m), Martina Šraj (l)                  | 773        | 6     |
| 9  | Marko Vozelj                     | "Moj si zrak"         | Marko Vozelj (m & l)                                | 924        | 5     |
| 10 | Petra Pečovnik                   | "Iz navade"           | Domen Kumer (m & l), Petra Pečovnik (m & l)         | 179        | 14    |
| 11 | Martina Feri & Tomaž Nedoh       | "Le en dan"           | Tom Nedoh (m), Nik Papič (l), Polona Oblak (l)      | 275        | 12    |
| 12 | Zadnji Taxi                      | "Franjo"              | Roman Zupančič (m & l)                              | 515        | 9     |
| 13 | Manca Špik                       | "Tukaj sem doma"      | Andrej Babić (m), Feri Lainšček (l)                 | 1,446      | 3     |
| 14 | Ansambel Roka Žlindre & Kalamari | "Narodnozabavni rock" | Marino Legović (m), Leon Oblak (l)                  | 6,745      | 1     |

## Finala
| #  | Artist                           | Cântec                | Textier (l) / Compozitor (m)                           | Televoting | Locul |
| -- | -------------------------------- | --------------------- | ------------------------------------------------------ | ---------- | ----- |
| 1  | Marko Vozelj                     | "Moj si zrak"         | Marko Vozelj (m & l)                                   | 1,597      | 6     |
| 2  | Nuša Derenda                     | "Sanjajva"            | Neisha (m & l)                                         | 1,040      | 9     |
| 3  | Langa                            | "Roko mi daj"         | Miha Hercog (m), Mišo Kontrec (m), Saša Lendero (l)    | 3,462      | 3     |
| 4  | Tangels                          | "Kaj in kam"          | Raay (m & l), P.Charles (l)                            | 444        | 12    |
| 5  | Brigita Šuler                    | "Para me"             | Miha Hercog (m), Saša Lendero (l)                      | 1,244      | 8     |
| 6  | Anastazija Juvan                 | "Nežna"               | Miran Juvan (m), Anastazija Juvan (l)                  | 273        | 14    |
| 7  | Manca Špik                       | "Tukaj sem doma"      | Andrej Babić (m), Feri Lainšček (l)                    | 2,264      | 4     |
| 8  | Hamo & Gal                       | "Črni konji čez nebo" | Gal Gjurin (m & l)                                     | 1,918      | 5     |
| 9  | Martina Šraj                     | "Dovolj ljubezni"     | Simon Skalar (m), Martina Šraj (l)                     | 1,479      | 7     |
| 10 | Stereotipi                       | "Daj mi en znak"      | Zvone Tomac (m), Janez Rupnik (l), Vatroslav Tomac (l) | 298        | 13    |
| 11 | Nina Pušlar                      | "Dež"                 | Martin Štibernik (m & l), Dejan Radičevič (m & l)      | 3,527      | 2     |
| 12 | Vlado Pilja                      | "Tudi fantje jočejo"  | Marino Legovic (m), Igor Pirkovič (l)                  | 513        | 11    |
| 13 | Ansambel Roka Žlindre & Kalamari | "Narodnozabavni rock" | Marino Legović (m), Leon Oblak (l)                     | 15,907     | 1     |
| 14 | Lea Sirk                         | "Vampir je moj poet"  | Patrik Greblo (m), Juliette Justine (l)                | 751        | 10    |